# Denmark Open 2001
Die Denmark Open 2001 waren eines der Top-10-Turniere des Jahres im Badminton in Europa. Sie fanden in der Farum Hallen in Farum bei Kopenhagen vom 16. bis 21. Oktober statt. Das Preisgeld betrug 250.000 US-Dollar. Das Turnier hatte damit einen Sechs-Sterne-Status im World Badminton Grand Prix.

## Sieger und Platzierte
| Disziplin    | Gold                                | Silber                              | Bronze                         |
| ------------ | ----------------------------------- | ----------------------------------- | ------------------------------ |
| Herreneinzel | Bao Chunlai                         | Lin Dan                             | Wong Choong Hann               |
| Herreneinzel | Bao Chunlai                         | Lin Dan                             | Chen Yu                        |
| Dameneinzel  | Camilla Martin                      | Pi Hongyan                          | Zhou Mi                        |
| Dameneinzel  | Camilla Martin                      | Pi Hongyan                          | Hu Ting                        |
| Herrendoppel | Martin Lundgaard Hansen Lars Paaske | Jim Laugesen Michael Søgaard        | Eng Hian Flandy Limpele        |
| Herrendoppel | Martin Lundgaard Hansen Lars Paaske | Jim Laugesen Michael Søgaard        | Jens Eriksen Jesper Larsen     |
| Damendoppel  | Helene Kirkegaard Rikke Olsen       | Ann-Lou Jørgensen Mette Schjoldager | Deyana Lomban Vita Marissa     |
| Damendoppel  | Helene Kirkegaard Rikke Olsen       | Ann-Lou Jørgensen Mette Schjoldager | Nicole Grether Nicol Pitro     |
| Mixed        | Tri Kusharyanto Emma Ermawati       | Nathan Robertson Gail Emms          | Nova Widianto Vita Marissa     |
| Mixed        | Tri Kusharyanto Emma Ermawati       | Nathan Robertson Gail Emms          | Jens Eriksen Mette Schjoldager |

## Finalresultate
| Disziplin    | Sieger                              | Finalist                            | Ergebnis                |
| ------------ | ----------------------------------- | ----------------------------------- | ----------------------- |
| Herreneinzel | Bao Chunlai                         | Lin Dan                             | 7–5, 7–1, 7–0           |
| Dameneinzel  | Camilla Martin                      | Pi Hongyan                          | 8–6, 7–3, 7–0           |
| Herrendoppel | Martin Lundgaard Hansen Lars Paaske | Jim Laugesen Michael Søgaard        | 7–5, 3–7, 6–8, 7–3, 7–1 |
| Damendoppel  | Helene Kirkegaard Rikke Olsen       | Ann-Lou Jørgensen Mette Schjoldager | 7–2, 7–2, 7–3           |
| Mixed        | Tri Kusharyanto Emma Ermawati       | Nathan Robertson Gail Emms          | 7–5, 7–1, 7–4           |

## Ergebnisse

### Herreneinzel Qualifikation
- Jesper Skau Madsen –  Kristoffer Rahr: 7-0 / 7-8 / 3-7
- Henrik Kryger –  Thomas Nielsen: 7-4 / 1-7 / 7-0
- Thomas Iversen –  Søren Boas Olsen: 7-2 / 7-5 / 2-7
- Søren Hansen –  Kasper Nielsen: 7-0 / 7-2 / 8-6
- Henrik Sørensen –  Jeppe Dalsgaard: 7-4 / 7-0 / 8-6
- Bo Rafn –  Orri Orn Arnason: 7-3 / 7-4 / 7-2
- Kristian Midtgaard –  Morten Petersen: 4-7 / 8-7 / 7-0
- Sveinn Sölvason –  Jakob Grandahl: 7-5 / 8-6 / 7-0
- Anders Malmgren –  Kristian Skov: 7-3 / 7-1 / 8-7
- Gregers Schytt –  Nikhil Kanetkar: 8-6 / 3-7 / 7-5
- Jens-Kristian Leth –  Thomas Rahlin: 7-3 / 7-0 / 7-1
- Martin Kent –  Jacob Sorensen: 7-5 / 7-1 / 7-1
- Christian Møller Madsen –  Kasper Madsen: 7-5 / 8-6 / 7-3
- Kristian Langbak –  Anders Kristiansen: 7-3 / 7-1 / 5-7
- Pedro Yang –  Henrik Stumpe: 8-6 / 7-3 / 7-4

### Herreneinzel
- Chen Hong –  Ronald Susilo: 3-7 / 7-4 / 7-0
- Joachim Fischer Nielsen –  Jürgen Koch: 0-7 / 7-0 / 7-3
- Sairul Amar Ayob –  Jan Vondra: 7-1 / 7-2 / 7-2
- Jens Roch –  Henrik Sørensen: 7-5 / 7-4 / 6-8
- Wong Choong Hann –  Carsten Gjerlev: 7-1 / 7-3 / 7-0
- Daniel Eriksson –  Siddharth Jain: 7-3 / 7-4 / 7-0
- Kenneth Jonassen –  Michael Moesgaard: 7-1 / 7-0 / 7-4
- Colin Haughton –  Mihail Popov: 7-0 / 7-0 / 7-3
- George Rimarcdi –  Marleve Mainaky: 8-6 / 0-7 / 7-3
- Bao Chunlai –  Kasper Ødum: 7-4 / 7-1 / 7-2
- Agus Hariyanto –  Gregers Schytt: 8-6 / 7-4 / 7-3
- Bertrand Gallet –  Magnus Repsgard: 8-6 / 4-7 / 3-7
- Pullela Gopichand –  Andrew Smith: 7-2 / 7-4 / 7-1
- Dicky Palyama –  Martin Kent: 7-2 / 7-3 / 8-6
- Lee Tsuen Seng –  Bo Rafn: 7-3 / 7-4 / 7-0
- Przemysław Wacha –  Niels Christian Kaldau: 7-4 / 8-6 / 2-7
- Muhammad Hafiz Hashim –  Tómas Viborg: 7-3 / 7-0 / 7-1
- Anders Boesen –  Mark Burgess: 3-7 / 8-7 / 7-0
- Yohan Hadikusumo Wiratama –  Chetan Anand: 7-4 / 4-7 / 7-4
- Indra Wijaya –  Jim Ronny Andersen: 3-7 / 7-5 / 7-1
- Rasmus Wengberg –  Eric Pang: 8-7 / 5-7 / 7-3
- Chen Yu  –  Thomas Røjkjær Jensen: 4-7 / 7-1 / 7-2
- Kasper Fangel –  Pedro Yang: 8-6 / 7-2 / 7-3
- Roslin Hashim –  Björn Joppien: 7-4 / 7-1 / 7-1
- Gerben Bruijstens –  Michael Christensen: 8-6 / 7-1 / 1-7
- Richard Vaughan –  Jean-Michel Lefort: 3-7 / 7-3 / 7-3
- Martin Hagberg –  Jonas Lyduch: 7-1 / 7-2 / 7-3
- Ong Ewe Hock –  Abhinn Shyam Gupta: 7-3 / 7-0 / 7-0
- Irwansyah –  Anders Malmgren: 7-1 / 7-2 / 7-1
- Lin Dan –  Per-Henrik Croona: 7-5 / 8-6 / 7-4
- Ramesh Nathan –  Henrik Kryger: 7-2 / 7-1 / 7-5
- Daniel Damgaard –  Andrew South: 7-4 / 8-6 / 8-7
- Chen Hong –  Joachim Fischer Nielsen: 7-1 / 7-2 / 8-7
- Sairul Amar Ayob –  Jens Roch: 7-2 / 8-6 / 7-0
- Wong Choong Hann –  Daniel Eriksson: 7-1 / 7-2 / 7-1
- Kenneth Jonassen –  Colin Haughton: 7-1 / 1-7 / 7-3
- Bao Chunlai –  George Rimarcdi: 7-4 / 7-2 / 2-7
- Agus Hariyanto –  Bertrand Gallet: 7-4 / 7-1 / 7-4
- Pullela Gopichand –  Dicky Palyama: 7-5 / 8-6 / 7-0
- Lee Tsuen Seng –  Przemysław Wacha: 7-2 / 7-3 / 2-7
- Muhammad Hafiz Hashim –  Anders Boesen: 8-6 / 4-7 / 7-3
- Yohan Hadikusumo Wiratama –  Indra Wijaya: 7-1 / 7-5 / 6-8
- Chen Yu  –  Rasmus Wengberg: 5-7 / 5-7 / 7-5
- Roslin Hashim –  Kasper Fangel: 4-7 / 7-5 / 7-4
- Richard Vaughan –  Gerben Bruijstens: 7-3 / 5-7 / 7-4
- Ong Ewe Hock –  Martin Hagberg: 7-2 / 7-1 / 1-7
- Lin Dan –  Irwansyah: 7-3 / 8-6 / 7-0
- Ramesh Nathan –  Daniel Damgaard: 7-3 / 7-4 / 7-2
- Sairul Amar Ayob –  Chen Hong: 7-1 / 8-6 / 2-7
- Wong Choong Hann –  Kenneth Jonassen: 7-2 / 5-7 / 7-4
- Bao Chunlai –  Agus Hariyanto: 5-7 / 5-7 / 7-5
- Pullela Gopichand –  Lee Tsuen Seng: 7-3 / 7-5 / 2-7
- Yohan Hadikusumo Wiratama –  Muhammad Hafiz Hashim: 7-4 / 1-7 / 7-1
- Chen Yu  –  Roslin Hashim: 7-4 / 7-3 / 7-0
- Ong Ewe Hock –  Richard Vaughan: 7-4 / 7-4 / 7-1
- Lin Dan –  Ramesh Nathan: 7-1 / 7-5 / 6-8
- Wong Choong Hann –  Sairul Amar Ayob: 7-4 / 7-0 / 8-6
- Bao Chunlai –  Pullela Gopichand: 7-3 / 7-2 / 5-7
- Chen Yu  –  Yohan Hadikusumo Wiratama: 5-7 / 7-4 / 7-3
- Lin Dan –  Ong Ewe Hock: 8-7 / 7-5 / 7-1
- Bao Chunlai –  Wong Choong Hann: 4-7 / 8-6 / 7-1
- Lin Dan –  Chen Yu : 7-3 / 7-0 / 7-3
- Bao Chunlai –  Lin Dan: 7-5 / 7-1 / 7-0

### Dameneinzel Qualifikation
- Mette Pedersen –  Sarah Jonsson: 7-5 / 7-5 / 7-2
- Anastasia Russkikh –  Elin Bergblom: 7-1 / 7-5 / 7-0
- Stefanie Müller –  Sabine Franz: 7-2 / 7-0 / 7-3
- Yao Jie –  Li Wenyan: 7-1 / 7-3 / 7-4
- Sara Persson –  Solenn Pasturel: 7-0 / 7-0 / 7-1
- Mie Schjøtt-Kristensen –  Simone Prutsch: 8-6 / 5-7 / 7-5
- Harriet Johnson –  Lina Uhac: 7-3 / 7-3 / 7-1
- Aparna Popat –  Julie Boe: 7-2 / 7-1 / 7-1

### Dameneinzel
- Zhou Mi –  Tine Baun: 0-7 / 7-4 / 7-1
- Tracey Hallam –  Louisa Koon Wai Chee: 7-1 / 7-0 / 6-8
- Yao Jie –  Lidya Djaelawijaya: 7-1 / 7-2 / 7-2
- Anna Rice –  Lonneke Janssen: 7-3 / 3-7 / 7-4
- Camilla Martin –  Ling Wan Ting: 7-0 / 7-2 / 7-1
- Zeng Yaqiong –  B. R. Meenakshi: 7-3 / 7-0 / 7-1
- Mia Audina –  Wong Miew Kheng: 7-4 / 7-3 / 7-3
- Nicole Grether –  Nina Weckström: 7-4 / 7-0 / 7-4
- Anne Marie Pedersen –  Sara Persson: 7-3 / 7-3 / 7-5
- Hu Ting –  Julia Mann: 7-3 / 7-3 / 7-3
- Judith Meulendijks –  Elizabeth Cann: 7-4 / 7-2 / 7-4
- Wang Chen –  Mette Pedersen: 7-0 / 7-0 / 7-3
- Marina Andrievskaia –  Ng Mee Fen: 7-4 / 7-5 / 6-8
- Pi Hongyan –  Mette Sørensen: 3-7 / 7-2 / 7-0
- Christina Sørensen –  Aparna Popat: 7-5 / 7-4 / 7-1
- Zhang Ning –  Katja Michalowsky: 7-0 / 7-5 / 7-0
- Zhou Mi –  Tracey Hallam: 7-3 / 7-1 / 7-0
- Yao Jie –  Anna Rice: 7-5 / 7-1 / 7-4
- Camilla Martin –  Zeng Yaqiong: 7-2 / 7-2 / 7-0
- Mia Audina –  Nicole Grether: 7-1 / 7-1 / 7-0
- Hu Ting –  Anne Marie Pedersen: 7-0 / 7-3 / 7-5
- Judith Meulendijks –  Wang Chen: 7-0 / 7-5 / 7-1
- Pi Hongyan –  Marina Andrievskaia: 7-4 / 7-2 / 7-3
- Zhang Ning –  Christina Sørensen: 7-1 / 7-4 / 7-0
- Zhou Mi –  Yao Jie: 7-3 / 6-8 / 8-6
- Camilla Martin –  Mia Audina: 8-7 / 5-7 / 7-0 ret.
- Hu Ting –  Judith Meulendijks: 5-7 / 8-6 / 7-4
- Pi Hongyan –  Zhang Ning: 7-5 / 7-1 / 7-2
- Camilla Martin –  Zhou Mi: 7-5 / 3-7 / 6-8
- Pi Hongyan –  Hu Ting: 3-7 / 7-5 / 7-5
- Camilla Martin –  Pi Hongyan: 8-6 / 7-3 / 7-0

### Herrendoppel Qualifikation
- Tijs Creemers /  Jürgen Wouters –  Henrik Jeppesen /  Morten Petersen: 7-4 / 7-3 / 5-7
- Jacob Jorvad /  Jacob Juhl –  Kenneth Agerskov /  Bo Rafn: 7-1 / 7-3 / 7-5
- Rasmus Andersen /  Carsten Mogensen –  Vitaliy Durkin /  Alexandr Russkikh: 7-3 / 8-7 / 7-3
- Dennis S. Jensen /  Martin S Jensen –  Orri Orn Arnason /  Jan Stobberup: 7-5 / 7-5 / 7-5
- Sune Vedel Kok /  Jonas Lissau-Jensen –  Rasmus Lund /  Kristian Skov: 7-2 / 7-2 / 7-4
- Bao Chunlai /  Chen Yu  –  Kasper Kiim Jensen /  Gregers Schytt: 7-5 / 2-7 / 7-3
- Jakob Grandahl /  Henrik Stumpe –  Jens Hyldegaard /  Jacob Sorensen: 7-2 / 2-7 / 7-4
- Anders Kristiansen /  Abel Tanghoej –  Roy Loeven /  Remco Muyris: 2-7 / 7-2 / 7-4

### Herrendoppel
- Jim Laugesen /  Michael Søgaard –  Joakim Andersson /  Johan Holm: 7-2 / 8-6 / 7-3
- Julian Robertson /  Ian Sullivan –  Manuel Dubrulle /  Mihail Popov: 7-1 / 7-3 / 7-1
- Luluk Hadiyanto /  Halim Haryanto –  Martin Delfs /  Jonas Glyager Jensen: 7-3 / 7-2 / 7-2
- Kristof Hopp /  Thomas Tesche –  Rasmus Andersen /  Carsten Mogensen: 7-2 / 7-0 / 8-7
- Jens Eriksen /  Jesper Larsen –  Bertrand Gallet /  Jean-Michel Lefort: 7-1 / 7-1 / 7-1
- Tommy Sørensen /  Jesper Thomsen –  Bryan Moody /  Brent Olynyk: 7-5 / 5-7 / 7-3
- Anthony Clark /  Nathan Robertson –  Jacob Jorvad /  Jacob Juhl: 7-1 / 7-2 / 7-3
- Anders Kristiansen /  Abel Tanghoej –  Søren Boas Olsen /  Karsten Mathiesen: 8-6 / 7-3 / 7-5
- Eng Hian /  Flandy Limpele –  Jesper Christensen /  Thomas Hovgaard: 7-4 / 7-3 / 4-7
- Michael Lamp /  Jonas Rasmussen –  Jürgen Koch /  Kristian Langbak: 7-2 / 8-6 / 6-8
- Patrick Ejlerskov /  Thomas Laybourn –  Imanuel Hirschfeld /  Jörgen Olsson: 1-7 / 7-5 / 0-7
- Chan Chong Ming /  Chew Choon Eng –  Vincent Laigle /  Svetoslav Stoyanov: 7-3 / 0-7 / 7-5
- Joachim Fischer Nielsen /  Janek Roos –  Bao Chunlai /  Chen Yu : 7-2 / 7-2 / 8-6
- Michał Łogosz /  Robert Mateusiak –  Henrik Andersson /  Fredrik Bergström: 7-8 / 7-4 / 7-2
- James Anderson /  Graham Hurrell –  Mathias Boe /  Peter Steffensen: 7-2 / 7-0 / 6-8
- Martin Lundgaard Hansen /  Lars Paaske –  Björn Siegemund /  Joachim Tesche: 7-1 / 7-0 / 7-3
- Jim Laugesen /  Michael Søgaard –  Julian Robertson /  Ian Sullivan: 2-7 / 7-2 / 8-6
- Luluk Hadiyanto /  Halim Haryanto –  Kristof Hopp /  Thomas Tesche: 7-4 / 7-3 / 8-6
- Jens Eriksen /  Jesper Larsen –  Tommy Sørensen /  Jesper Thomsen: 7-2 / 7-1 / 7-1
- Anthony Clark /  Nathan Robertson –  Anders Kristiansen /  Abel Tanghoej: 7-1 / 7-0 / 2-7
- Eng Hian /  Flandy Limpele –  Michael Lamp /  Jonas Rasmussen: 7-2 / 7-3 / 3-7
- Chan Chong Ming /  Chew Choon Eng –  Patrick Ejlerskov /  Thomas Laybourn: 7-2 / 7-4 / 7-4
- Michał Łogosz /  Robert Mateusiak –  Joachim Fischer Nielsen /  Janek Roos: 7-5 / 1-7 / 4-7
- Martin Lundgaard Hansen /  Lars Paaske –  James Anderson /  Graham Hurrell: 8-6 / 7-2 / 7-1
- Jim Laugesen /  Michael Søgaard –  Luluk Hadiyanto /  Halim Haryanto: 7-5 / 7-2 / 7-5
- Jens Eriksen /  Jesper Larsen –  Anthony Clark /  Nathan Robertson: 2-7 / 5-7 / 7-6
- Eng Hian /  Flandy Limpele –  Chan Chong Ming /  Chew Choon Eng: 8-7 / 7-4 / 5-7
- Martin Lundgaard Hansen /  Lars Paaske –  Michał Łogosz /  Robert Mateusiak: 7-1 / 7-8 / 7-3
- Jim Laugesen /  Michael Søgaard –  Jens Eriksen /  Jesper Larsen: 7-8 / 8-6 / 7-0
- Martin Lundgaard Hansen /  Lars Paaske –  Eng Hian /  Flandy Limpele: 3-7 / 8-6 / 7-2
- Martin Lundgaard Hansen /  Lars Paaske –  Jim Laugesen /  Michael Søgaard: 7-5 / 3-7 / 6-8

### Damendoppel
- Carmelita /  Jenny Karlsson –  Amalie Fangel /  Malene Worm: 7-3 / 7-1 / 7-1
- Zhang Ning /  Zhou Mi –  Julie Houmann /  Karina Sørensen: 7-4 / 7-4 / 7-5
- Lena Frier Kristiansen /  Kamilla Rytter Juhl –  Harriet Johnson /  Nina Weckström: 7-3 / 7-2 / 7-2
- Joanne Davies /  Joanne Nicholas –  Stine Borgstrøm /  Mette Nielsen: 7-3 / 7-2 / 7-2
- Rita Yuan Gao /  Sandra Watt –  Johanna Persson /  Elin Bergblom: 7-5 / 6-8 / 7-0
- Ella Tripp /  Sara Sankey –  Helle Bo Duus /  Tina Olsen: 7-2 / 7-2 / 7-1
- Dai Xiaoyan /  Xu Li –  Lene Mørk /  Helle Nielsen: 2-7 / 7-4 / 0-7
- Hu Ting /  Li Wenyan –  Julie Boe /  Jeanette Lund: 7-1 / 7-3 / 7-3
- Lene Rasmussen /  Mie Schjøtt-Kristensen –  Sabine Franz /  Simone Prutsch: 7-1 / 1-7 / 5-7
- Deyana Lomban /  Vita Marissa –  Jane F. Bramsen /  Ann Jørgensen: w.o.
- Helene Kirkegaard /  Rikke Olsen –  Carmelita /  Jenny Karlsson: 7-0 / 7-1 / 7-4
- Gail Emms /  Donna Kellogg –  Zhang Ning /  Zhou Mi: 7-3 / 3-7 / 7-1
- Pernille Harder /  Majken Vange –  Lena Frier Kristiansen /  Kamilla Rytter Juhl: 7-4 / 7-5 / 5-7
- Deyana Lomban /  Vita Marissa –  Joanne Davies /  Joanne Nicholas: 7-4 / 7-4 / 8-6
- Rita Yuan Gao /  Sandra Watt –  Ella Tripp /  Sara Sankey: 7-3 / 7-5 / 7-2
- Nicole Grether /  Nicol Pitro –  Dai Xiaoyan /  Xu Li: 7-3 / 7-2 / 8-6
- Hu Ting /  Li Wenyan –  Felicity Gallup /  Joanne Muggeridge: 7-0 / 4-7 / 7-1
- Ann-Lou Jørgensen /  Mette Schjoldager –  Lene Rasmussen /  Mie Schjøtt-Kristensen: 7-1 / 7-4 / 8-7
- Helene Kirkegaard /  Rikke Olsen –  Gail Emms /  Donna Kellogg: 7-5 / 7-1 / 7-3
- Deyana Lomban /  Vita Marissa –  Pernille Harder /  Majken Vange: 8-7 / 4-7 / 7-1
- Nicole Grether /  Nicol Pitro –  Rita Yuan Gao /  Sandra Watt: 7-4 / 7-2 / 7-5
- Ann-Lou Jørgensen /  Mette Schjoldager –  Hu Ting /  Li Wenyan: 7-5 / 7-0 / 7-3
- Helene Kirkegaard /  Rikke Olsen –  Deyana Lomban /  Vita Marissa: 7-4 / 7-1 / 7-3
- Ann-Lou Jørgensen /  Mette Schjoldager –  Nicole Grether /  Nicol Pitro: 7-0 / 7-1 / 7-5
- Helene Kirkegaard /  Rikke Olsen –  Ann-Lou Jørgensen /  Mette Schjoldager: 7-2 / 7-2 / 7-3

### Mixed
- Jens Eriksen /  Mette Schjoldager –  Pullela Gopichand /  B. R. Meenakshi: 7-1 / 7-1 / 7-2
- Karsten Mathiesen /  Sarah Jonsson –  Bryan Moody /  Anna Rice: 4-7 / 7-4 / 7-0
- Lars Paaske /  Pernille Harder –  Fredrik Bergström /  Jenny Karlsson: 7-4 / 7-4 / 7-3
- Anthony Clark /  Sara Sankey –  Lars Rasmussen /  Jeanette Lund: 7-3 / 7-3 / 7-1
- Mathias Boe /  Majken Vange –  Björn Siegemund /  Nicol Pitro: 7-4 / 3-7 / 7-1
- Thomas Laybourn /  Ann Jørgensen –  Ian Sullivan /  Donna Kellogg: 3-7 / 2-7 / 8-7
- Tri Kusharyanto /  Emma Ermawati –  Jörgen Olsson /  Frida Andreasson: 7-5 / 7-5 / 7-3
- Michael Lamp /  Ann-Lou Jørgensen –  Henrik Hansen /  Xu Li: 7-1 / 7-2 / 7-2
- Daniel Glaser /  Johanna Persson –  Jacob Juhl /  Tina Olsen: 7-4 / 7-4 / 7-1
- Jonas Rasmussen /  Helene Kirkegaard –  Chris Bruil /  Lotte Jonathans: 8-6 / 7-1 / 6-8
- Kasper Kiim Jensen /  Helle Nielsen –  Graham Hurrell /  Joanne Davies: 7-4 / 7-2 / 7-3
- Nova Widianto /  Vita Marissa –  Jonas Glyager Jensen /  Lene Mørk: 7-0 / 7-2 / 7-2
- Ola Molin /  Carmelita –  Tommy Sørensen /  Karina Sørensen: 7-4 / 7-4 / 2-7
- Nathan Robertson /  Gail Emms –  Peter Steffensen /  Julie Houmann: 7-1 / 8-6 / 7-0
- Dennis S. Jensen /  Stine Borgstrøm –  Thomas Iversen /  Sabine Franz: 7-2 / 7-4 / 7-2
- Michael Søgaard /  Rikke Olsen –  Alexandr Russkikh /  Anastasia Russkikh: 7-0 / 7-2 / 7-4
- Jens Eriksen /  Mette Schjoldager –  Karsten Mathiesen /  Sarah Jonsson: 7-2 / 7-2 / 7-3
- Lars Paaske /  Pernille Harder –  Anthony Clark /  Sara Sankey: 5-7 / 7-2 / 6-8
- Thomas Laybourn /  Ann Jørgensen –  Mathias Boe /  Majken Vange: 7-3 / 7-4 / 7-2
- Tri Kusharyanto /  Emma Ermawati –  Michael Lamp /  Ann-Lou Jørgensen: 7-4 / 7-4 / 7-4
- Jonas Rasmussen /  Helene Kirkegaard –  Daniel Glaser /  Johanna Persson: 7-0 / 7-0 / 7-2
- Nova Widianto /  Vita Marissa –  Kasper Kiim Jensen /  Helle Nielsen: 7-2 / 7-3 / 7-3
- Nathan Robertson /  Gail Emms –  Ola Molin /  Carmelita: 7-2 / 5-7 / 7-8
- Michael Søgaard /  Rikke Olsen –  Dennis S. Jensen /  Stine Borgstrøm: 7-3 / 7-8 / 7-0
- Jens Eriksen /  Mette Schjoldager –  Lars Paaske /  Pernille Harder: 5-7 / 2-7 / 7-1
- Tri Kusharyanto /  Emma Ermawati –  Thomas Laybourn /  Ann Jørgensen: 7-2 / 7-2 / 7-1
- Nova Widianto /  Vita Marissa –  Jonas Rasmussen /  Helene Kirkegaard: 4-7 / 6-8 / 8-6
- Nathan Robertson /  Gail Emms –  Michael Søgaard /  Rikke Olsen: 7-3 / 7-2 / 7-2
- Tri Kusharyanto /  Emma Ermawati –  Jens Eriksen /  Mette Schjoldager: 3-7 / 7-2 / 8-6
- Nathan Robertson /  Gail Emms –  Nova Widianto /  Vita Marissa: 7-2 / 8-7 / 7-1
- Tri Kusharyanto /  Emma Ermawati –  Nathan Robertson /  Gail Emms: 7-5 / 7-1 / 7-4